# Chris Ware

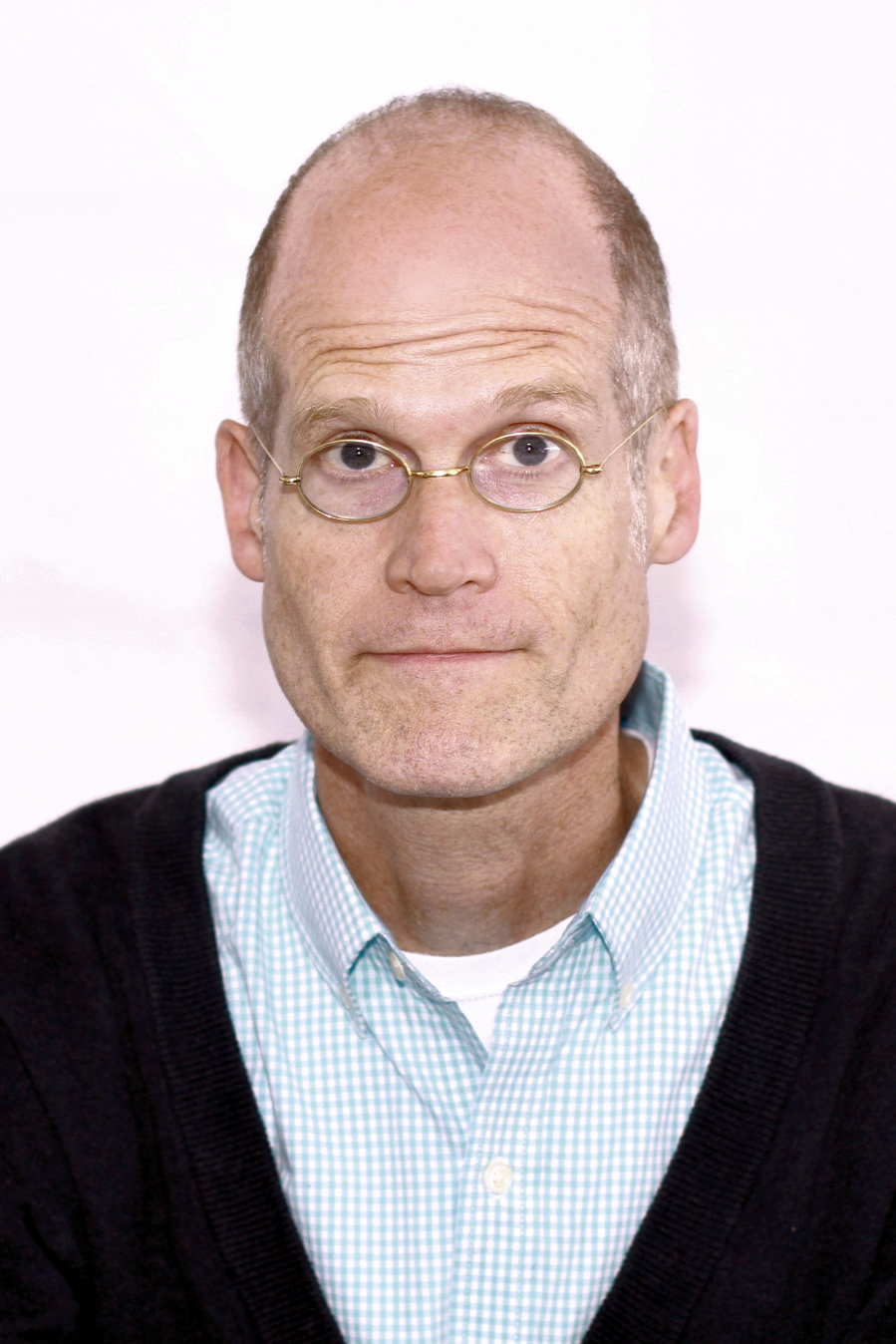
Chris Ware (2019)

Franklin Christenson Ware (* 28. Dezember 1967 in Omaha, Nebraska) ist ein US-amerikanischer Comiczeichner.
Am bekanntesten sind seine Comicserie Acme Novelty Library und die Comicerzählung Jimmy Corrigan – Der klügste Junge der Welt. Er wurde in Omaha, Nebraska geboren und wohnt heute (2006) in Oak Park, Illinois.

## Zeichenstil und Einflüsse
Als stilbildende Einflüsse nennt Ware die Zeichenkunst, den Realismus und die meisterhafte Verwendung der Perspektive von Winsor McCays Little Nemo; die Art und Weise, wie sich Frank O. King in Gasoline Alley als Chronist des amerikanischen Alltagslebens betätigt; George Herrimans Krazy Kat und Superman von Jerry Siegel und Joe Shuster.
Mit seiner klaren Linienführung folgt Ware Hergés ligne claire. Dass er (wie Hergé) seine Figuren mit einer deutlichen schwarzen Umrandung versieht und die Farben seiner Bilder sorgfältig komponiert, macht (so Ware) seine Comics der Erinnerung ähnlich, mit deren Hilfe man Dinge kategorisiert und „herausfindet, wie alles zusammenpasst.“ Die Bilder erhalten dadurch auch eine leicht unterkühlte und distanzierte Qualität, was Ware nach eigenen Angaben bedauert, aber nicht völlig ändern kann.
Bevor er den Stil von Jimmy Corrigan erreichte, experimentierte Ware mit unterschiedlichen Zeichenstilen, die von traditionellen Comic-Panels bis hin zu Anzeigen und Spielzeugen zum Ausschneiden reichten. Seine präzisen, geometrischen Zeichnungen erinnern an am Computer gezeichnete Bilder, doch tatsächlich arbeitet Ware meist mit Bleistift, Lineal und Radiergummi und koloriert die Bilder lediglich am Computer; als Hilfsmittel benutzt er außerdem Fotokopien und Transparentfolien.

## Beruflicher Werdegang
Wares früheste Comicstrips erschienen in den späten 1980ern auf der Comicseite des The Daily Texan, der studentischen Zeitung der University of Texas at Austin. Zusätzlich zu zahlreichen täglichen Strips, die Ware unter unterschiedlichen Titeln veröffentlichte, hatte er auch eine wöchentlich erscheinende satirische Science-Fiction-Serie in dieser Zeitung, die Floyd Farland: Citizen of the Future hieß. Diese Serie wurde 1988 in einer Sammlerausgabe von Eclipse Publishing herausgebracht. Während seines zweiten Jahres an der Universität in Austin fiel Ware dem Cartoonisten, Verleger und Designer Art Spiegelman auf, der ihn dazu einlud, Comics in seinem einflussreichen Magazin RAW zu veröffentlichen. Dies führte zu weiterer Bekanntheit und Anerkennung, und schließlich zu Wares Verbindung mit Fantagraphics Books. Seine Serie Acme Novelty Library bei Fantagraphics widersetzte sich mit jeder Ausgabe den Konventionen des Verlagswesens. Die Serie enthielt eine Kombination von neuem Material mit Neuauflagen von Arbeiten, die Ware für den Texan (z. B. Quimby the Mouse) und die Chicagoer Wochenzeitung New City angefertigt hatte. Später war er mit seinen Strips zum Chicago Reader weitergezogen. Seit der 16. Ausgabe seiner Acme Novelty Library veröffentlicht Ware seine Werke im Selbstverlag, wobei er für Lagerhaltung und Vertrieb eine Zusammenarbeit mit Fantagraphics aufrechterhält.

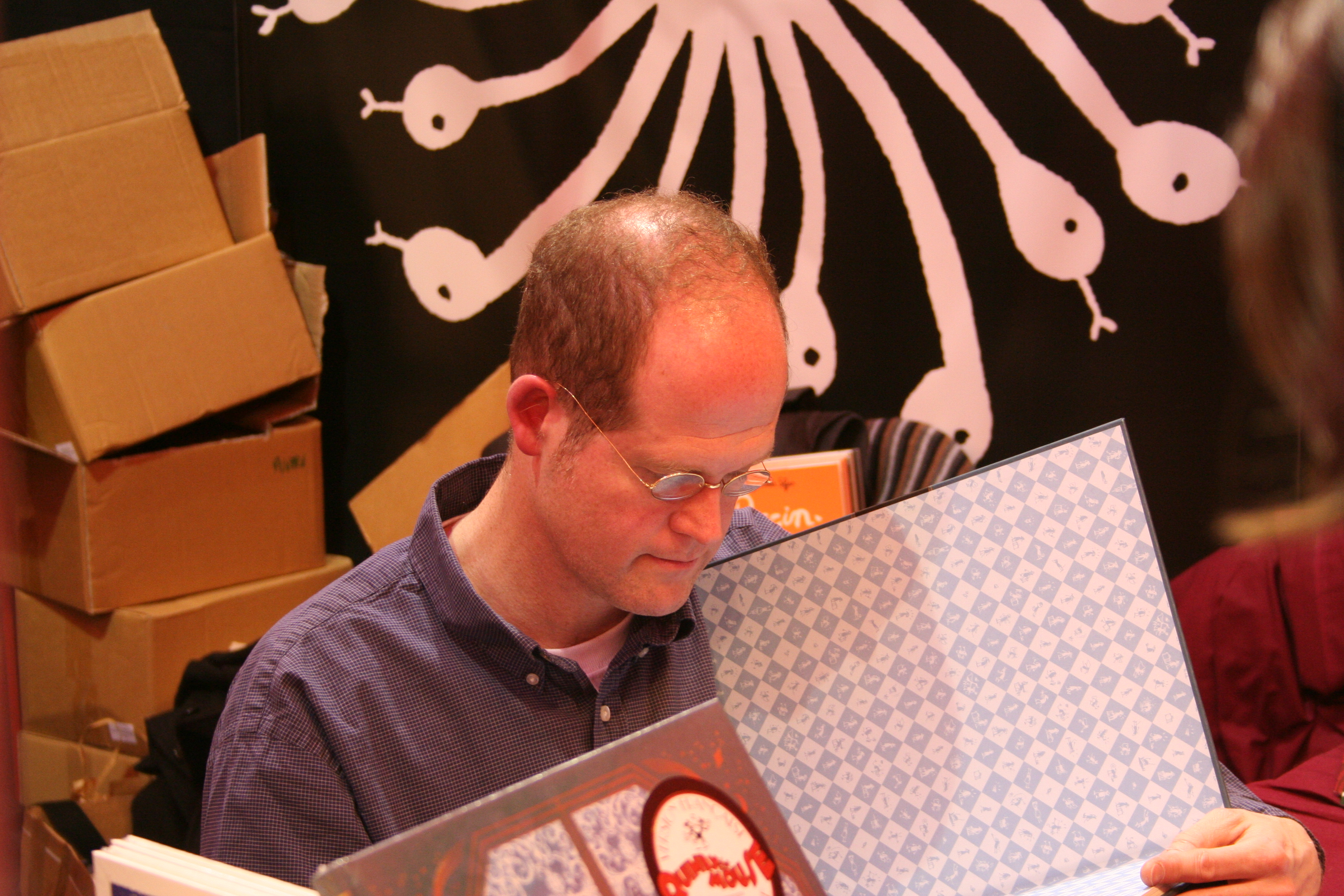
Chris Ware beim Comicfestival in Angoulême (2009)

In den letzten Jahren hat Ware auch bei der Herausgabe und dem Design verschiedener Bücher und Bücherserien mitgearbeitet, z. B. bei der Neuausgabe von Gasoline Alley durch Drawn and Quarterly; Walt and Skeezix; den Neudruck von Krazy Kat durch Fantagraphics und die dreizehnte Ausgabe von Timothy McSweeney's Quarterly Concern, die Comics gewidmet ist. Außerdem hat Ware seit 1999 insgesamt 25 Titelbilder (Stand April 2019) für die renommierte Zeitschrift The New Yorker gezeichnet.

## Wiederkehrende Figuren und Geschichten

### Quimby the Mouse
Quimby the Mouse ist eine von Wares frühen Figuren, ein Comiccharacter im Stil von Trickfiguren wie Felix the Cat. Der quirlige Quimby hat eine abwechselnd problematische und liebevolle Beziehung zu einem unbeweglichen Katzenkopf namens Sparky, der allem, was die Maus mit ihm anstellt, hilflos ausgeliefert ist. In anderen Episoden erscheint Quimby in Gestalt von siamesischen Zwillingen (Quimbies the Mouse) und als Außenseiter gegenüber eine Gruppe identisch aussehender Mäuse (Quimby the Mice). Oft zeichnete Ware Quimby in sehr kleinen Panels, die an ein Zoetrop erinnern, und in der Tat entwarf Ware ein Zoetrop zum Ausschneiden, das der Leser nach seiner Anleitung zum Ansehen eines Quimby-Stummfilms benutzen kann. Zugleich entwickelte Ware in den Quimby-Comics seinen charakteristischen Diagrammstil, bei dem die Heftseite keine lineare Abfolge von Panels darstellt, sondern aus zahlreichen, vielschichtig aufeinander bezogenen Bildelementen aufgebaut ist.

### Rusty Brown
Der Titelheld von Rusty Brown ist ein Junge aus Nebraska, der sich (im Gegensatz zu seinen Freunden) nicht von seiner Obsession für Action-Figuren, Lunchboxen mit Aufklebern und anderen Elementen seiner Kindheit trennt.

### Building Stories
Wares Serie Building Stories (etwa Geschichten eines Gebäudes), die zuerst als monatlich erscheinender Strip im Nest Magazine abgedruckt wurde, ist seither auch in einer Reihe anderer Zeitschriften erschienen, u. a. dem New Yorker, Kramers Ergot und dem New York Times Magazine (18. September 2005 bis April 2006). Building Stories erzählt in 24 Teilen die Geschichte der Bewohner von drei Wohnungen eines Chicagoer Hochhauses: Einer 30-jährigen Frau, die (noch) keinen Lebenspartner gefunden hat, einem Paar in einer Beziehungskrise und der Hausbesitzerin, einer älteren Frau.

### Der Super-Man
The Super-Man ist ein Antiheld, der ein Kostüm ähnlich dem von Superman trägt, aber durch seine Geheimratsecken und sein triebgesteuertes Wesen demontiert wird.

## Jenseits der Comics
Ware sammelt Ragtime-Paraphernalien und gibt eine jährlich erscheinende Musikzeitschrift heraus, die The Ragtime Ephemeralist heißt. Er spielt Banjo und Klavier. Für verschiedene Musiker hat Ware Poster und Album-Cover kreiert. Auch hat er Trickfilm-Animationen und Buchdeckel designt.

## Auszeichnungen
Chris Ware hat mehrere Eisner Awards und Harvey Awards gewonnen, u. a. als bester Letterer, Kolorist; die Acme Novelty Library war mehrfach beste Serie.
Wares Comicerzählung Jimmy Corrigan – Der klügste Junge der Welt erhielt 2001 den Guardian First Book Award; damit gewann zum ersten Mal eine Comicerzählung einen der bedeutenden Buchpreise in Großbritannien. Mit Jimmy Corrigan gewann Ware außerdem 2003 den Prix du meilleur album beim internationalen Comicfestival von Angoulême. Auf demselben Festival hatte er bereits 1998 den Prix de l’École supérieure de l’image gewonnen.
Ware ist der erste Comiczeichner, der zur Whitney Biennale in New York eingeladen wurde (2002). Im Mai 2006 hatte er eine Ausstellung im Museum of Contemporary Art in Chicago. Zusammen mit Will Eisner, Jack Kirby, Harvey Kurtzman, Robert Crumb und Gary Panter war Ware einer der Comic-Künstler, die vom 16. September 2006 bis 28. Januar 2007 in der Ausstellung Masters of American Comics im Jewish Museum in New York City geehrt wurden.